# Don Gordon
Don Gordon (Los Angeles, Kalifornia, 1926. november 13. – Los Angeles, Kalifornia, 2017. április 24.) amerikai színész. Életen át tartó barátság fűzte Steve McQueenhez, akivel néhány filmben együtt is játszhatott.

## Filmjei

### Mozifilmek
- A chicagói tanú (Bullitt) (1968)
- Mr. Süket trükkjei (Fuzz) (1972)
- Pillangó (Papillon) (1973)
- Pokoli torony (The Towering Inferno) (1974)
- Ómen 3 – Végső leszámolás (The Final Conflict) (1981)
- A bennemlakó szörnyeteg (The Beast Within) (1982)
- Halálos fegyver (Lethal Weapon) (1987)
- Az életművész (Skin Deep) (1989)
- Ördögűző 3. (The Exorcist III) (1990)

### Tv-sorozatok
- The Blue Angels (1960–1961, 33 epizódban)
- The Twilight Zone (1960, 1964, két epizódban)
- The Untouchables (1961–1963, négy epizódban)
- Támadás egy idegen bolygóról (The Invaders) (1967, egy epizódban)
- The F.B.I. (1967–1974, hat epizódban)
- Cannon (1971, 1975, két epizódban)
- A bűvész (The Magician) (1974, egy epizódban)
- Mannix (1974, egy epizódban)
- Columbo (1974, egy epizódban)
- San Francisco utcáin (The Streets of San Francisco) (1975–1976, két epizódban)
- Charlie angyalai (Charlie's Angels) (1976, egy epizódban)
- Starsky és Hutch (Starsky and Hutch) (1977, egy epizódban)
- Lucan (1977–1978, tíz epizódban)
- Akciócsoport (Strike Force) (1982, egy epizódban)
- Knight Rider (1982, 1985, két epizódban)
- Hazárd megye lordjai (The Dukes of Hazzard) (1983, egy epizódban)
- Szerelemhajó (The Love Boat) (1983, egy epizódban)
- T.J. Hooker (1983–1984, két epizódban)
- MacGyver (1987, egy epizódban)
- Halálbiztos diagnózis (Diagnosis Murder) (1993, egy epizódban)

## További információ
- Don Gordon a PORT.hu-n (magyarul)
- Don Gordon az Internetes Szinkronadatbázisban (magyarul)
- Don Gordon az Internet Movie Database-ben (angolul)
- Don Gordon a Rotten Tomatoeson (angolul)